# Filipijnen op de Olympische Zomerspelen 2004
De Filipijnen namen deel aan de Olympische Zomerspelen 2004 in Athene, Griekenland. Net als in 2000 werd er opnieuw geen medaille gewonnen.

## Resultaten per onderdeel

### Atletiek
| Olympiër           | Discipline      | Resultaat | Prestatie                            |
| ------------------ | --------------- | --------- | ------------------------------------ |
| Eduardo Buenavista | marathon (m)    | 67e       | 2:28.18                              |
|                    |                 |           |                                      |
| Lerma Gabito       | verspringen (m) | 33e       | kwalificatie groep A: 18de met 6,31m |

### Boksen
| Olympiër      | Discipline  | Resultaat | Prestatie                                                                   |
| ------------- | ----------- | --------- | --------------------------------------------------------------------------- |
| Harry Tañamor | -48kg (m)   | 9e        | 1ste ronde: W van TJK Dostiev: 17-12 2de ronde: V van KOR Hong: 25-42       |
| Violito Payla | -51kg (m)   | 17e       | 1ste ronde: V van UZB Doniyoro: 26-36                                       |
| Romeo Brin    | -63,5kg (m) | 9e        | 1ste ronde: W van SWE Bogere: 43-35 2de ronde: V van THA Boonjumnong: 15-29 |
| Romeo Brin    | -75kg (m)   | 17e       | 1ste ronde: V van RUS Gaidarbekov: 13-35                                    |

### Boogschieten
| Olympiër        | Discipline      | Resultaat | Prestatie |
| --------------- | --------------- | --------- | --- |
| Jasmin Figueroa | individueel (v) | 17e       | plaatsingsronde: 56ste met 600 punten 1ste ronde: W van ITA Valeeva: 132-130 2de ronde: V van ESP Gallardo: 150-152 |

### Schietsport
| Olympiër        | Discipline | Resultaat | Prestatie                                           |
| --------------- | ---------- | --------- | --------------------------------------------------- |
| Jethro Dionisio | trap (m)   | 9e        | kwalificatie: 32ste met 109 punten (24-20-23-24-18) |

### Taekwondo
| Olympiër               | Discipline | Resultaat | Prestatie |
| ---------------------- | ---------- | --------- | --- |
| Tshomlee Go            | -58kg (m)  | 11e       | 1ste ronde: V van ESP Ramos: 6-7 |
| Donald Geisler         | -80kg (m)  | 7e        | 1ste ronde: V van TUR Tanrikuli: 9-9 herkansingen: V van TUN Hamdouni: scheidsrechterlijke beslissing                                          |
|                        |            |           | |
| Mary Antoinette Rivero | -67kg (v)  | 5e        | 1ste ronde: W van ARG Sanchez: 10-10 kwartfinale: W van NED Sobers: 10-4 halve finale: V van GRE Mystakidou herkansingen: V van KOR Hwang: 2-6 |

### Zwemmen
| Olympiër             | Discipline           | Resultaat | Prestatie                     |
| -------------------- | -------------------- | --------- | ----------------------------- |
| Miguel Molina        | 200m vrije slag (m)  | 42e       | serie 4: 7de in 1.53,81       |
| Miguel Mendoza       | 400m vrije slag (m)  | 36e       | serie 1: 1ste in 4.01,99      |
| Miguel Mendoza       | 1500m vrije slag (m) | 34e       | serie 2: 7de in 16.26,52      |
| Raphael Matthew Chua | 100m schoolslag (m)  | 50e       | serie 2: 4de in 1.06,37       |
| Miguel Mendoza       | 200m schoolslag (m)  | 38e       | serie 1: 2de in 2.19,19       |
| James Walsh          | 200m vlinderslag (m) | 37e       | serie 1: 5de in 2.06,76       |
| Miguel Mendoza       | 200m wisselslag (m)  | 33e       | serie 3: 3de in 2.05,28       |
| Miguel Mendoza       | 400m wisselslag (m)  | 34e       | serie 2: 8ste in 4.33,25      |
|                      |                      |           |                               |
| Jaclyn Pangilinan    | 100m schoolslag (v)  | 31e       | serie 3: 5de in 1.12,47       |
| Jaclyn Pangilinan    | 200m schoolslag (v)  | 20e       | serie 1: 1ste in 2.33,38 (NR) |

Afghanistan · Albanië · Algerije · Amerikaanse Maagdeneilanden · Amerikaans-Samoa · Andorra · Angola · Antigua en Barbuda · Argentinië · Armenië · Aruba · Australië · Azerbeidzjan · Bahama's · Bahrein · Bangladesh · Barbados · België · Belize · Benin · Bermuda · Bhutan · Bolivia · Bosnië en Herzegovina · Botswana · Brazilië · Britse Maagdeneilanden · Brunei · Bulgarije · Burkina Faso · Burundi · Cambodja · Canada · Centraal-Afrikaanse Republiek · Chili · China · Chinees Taipei · Colombia · Comoren · Congo-Brazzaville · Congo-Kinshasa · Cookeilanden · Costa Rica · Cuba · Cyprus · Denemarken · Djibouti · Dominica · Dominicaanse Republiek · Duitsland · Ecuador · Egypte · El Salvador · Equatoriaal-Guinea · Eritrea · Estland · Ethiopië · Fiji · Filipijnen · Finland · Frankrijk · Gabon · Gambia · Georgië · Ghana · Grenada · Griekenland · Groot-Brittannië · Guam · Guatemala · Guinee · Guinee‑Bissau · Guyana · Haïti · Honduras · Hongarije · Hongkong · Ierland · IJsland · India · Indonesië · Irak · Iran · Israël · Italië · Ivoorkust · Jamaica · Japan · Jemen · Jordanië · Kaaimaneilanden · Kaapverdië · Kameroen · Kazachstan · Kenia · Kirgizië · Kiribati · Koeweit · Kroatië · Laos · Lesotho · Letland · Libanon · Liberia · Libië · Liechtenstein · Litouwen · Luxemburg · Macedonië · Madagaskar · Malawi · Malediven · Maleisië · Mali · Malta · Marokko · Mauritanië · Mauritius · Mexico · Micronesië · Moldavië · Monaco · Mongolië · Mozambique · Myanmar · Namibië · Nauru · Nederland · Nederlandse Antillen · Nepal · Nicaragua · Nieuw-Zeeland · Niger · Nigeria · Noord-Korea · Noorwegen · Oeganda · Oekraïne · Oezbekistan · Oman · Oostenrijk · Oost‑Timor · Pakistan · Palau · Palestina · Panama · Papoea-Nieuw-Guinea · Paraguay · Peru · Polen · Portugal · Puerto Rico · Qatar · Roemenië · Rusland · Rwanda · Saint Kitts en Nevis · Saint Lucia · Saint Vincent en Grenadines · Salomonseilanden · Samoa · San Marino · Sao Tomé en Principe · Saoedi-Arabië · Senegal · Servië en Montenegro · Seychellen · Sierra Leone · Singapore · Slovenië · Slowakije · Soedan · Somalië · Spanje · Sri Lanka · Suriname · Swaziland · Syrië · Tadzjikistan · Tanzania · Thailand · Togo · Tonga · Trinidad en Tobago · Tsjaad · Tsjechië · Tunesië · Turkije · Turkmenistan · Uruguay · Vanuatu · Venezuela · Verenigde Arabische Emiraten · Verenigde Staten · Vietnam · Wit-Rusland · Zambia · Zimbabwe · Zuid-Afrika · Zuid-Korea · Zweden · Zwitserland